# Berezne, Șepetivka
Berezne (în ucraineană Березне) este un sat în comuna Seredînți din raionul Șepetivka, regiunea Hmelnîțkîi, Ucraina.

## Demografie
Componența lingvistică a localității Berezne
     Ucraineană (94,58%)
     Rusă (4,22%)
Conform recensământului din 2001, majoritatea populației localității Berezne era vorbitoare de ucraineană (94,58%), existând în minoritate și vorbitori de rusă (4,22%).